# Stegaurach
Stegaurach település Németországban, azon belül Bajorországban. Lakosainak száma 7134 fő (2023. december 31.).

## Népesség
A település népessége az elmúlt években az alábbi módon változott:
| Lakosok száma | 614  | 1289 | 3510 | 4958 | 6737 | 6980 | 7048 | 7041 | 7075 | 7134 |
|               | 1875 | 1950 | 1975 | 1987 | 2012 | 2014 | 2016 | 2017 | 2021 | 2023 |